# Polemannia montana
Polemannia montana är en flockblommig växtart som beskrevs av Rudolf Schlechter och H.Wolff. Polemannia montana ingår i släktet Polemannia och familjen flockblommiga växter. Inga underarter finns listade i Catalogue of Life.